# Zas
Zas là một đô thị của Tây Ban Nha ở tỉnh A Coruña trong cộng đồng tự trị của Galicia.

## Biến động dân số
| 1991 | 1996 | 2001 | 2004 |
| ---- | ---- | ---- | ---- |
| 6611 | 6508 | 6057 | 5867 |

| Biến động dân số của Zas - giai đoạn 1900 và 2004 -                                                                                  |       |       |       |       |
| 1900 | 1930  | 1950  | 1981  | 2004  |
| 5.691 | 6.275 | 8.004 | 7.329 | 5.867 |
| Fuentes: INE e IGE (Los criterios de registro censal variaron entre 1900 y 2004, y los datos del INE y del IGE pueden no coincidir.) |       |       |       |       |

43°06′B 8°54′T / 43,1°B 8,9°T